# 九里山站 (徐州市)
九里山站是徐州地铁2号线的地铁站，位于中华人民共和国江苏省徐州市鼓楼区中山北路与荆马河南路交叉口北侧，于2020年11月28日开通。

## 车站结构
九里山站沿中山北路南北设置，为地下二层岛式站台车站，车站长206米，标准段宽19.7米，车站地下一层为站厅层，地下二层为站台层，站台设置全高站台门。
| 地面              | 出入口 | 1、3、4出入口                                                                                                 |
| 地下一层          | 站厅   | 客服中心、自动售票机、验票机                                                                                  |
| 地下二层          | 站台   | \| \| \| █ 2号线往客运北站（李沃） \| \| 島式 · 開左邊车门 \| \| \| \| \| \| █ 2号线往新城区东（奔腾大道） \| |
|                   |        | █ 2号线往客运北站（李沃）                                                                                     |
| 島式 · 開左邊车门 |        | |
|                   |        | █ 2号线往新城区东（奔腾大道）                                                                                 |

## 车站出口
九里山站目前开放3个出入口，各出口及周围设施如下所示：
| 出口编号            | 照片 | 出口指示         | 建议前往的目的地 |
| ------------------- | ---- | ---------------- | ---------------- |
| 1 · 出口 · （设有） |      | 中山北路（西侧） |                  |
| 3 · 出口            |      | 中山北路（东侧） | 宜居嘉园         |
| 4 · 出口            |      | 中山北路（西侧） |                  |
| 图例： 设有         |      |                  |                  |

## 接驳交通

### 公交车
- 九里山地铁站：308路，323路，826路

## 车站历史
本站工程名与正式站名均为九里山站，以车站邻近的九里山命名。
- 2018年5月7日，车站主体结构封顶[4]。
- 2020年11月28日，车站随2号线一期通车开通[1]。